# Le Bateau de l'exil
 (août 2019).
Pour plus de détails, voir Fiche technique et Distribution.
Le Bateau de l'exil est un film documentaire français réalisé par Jocelyne Saab en 1982, au Liban.

## Synopsis
Forcés par l'occupation israélienne à quitter le Liban, les Palestiniens avec Arafat à leur tête partent en bateau vers la Grèce. Jocelyne Saab est la seule journaliste image à avoir eu le droit de monter à bord de ce bateau pour documenter le départ de l'OLP.

## Fiche technique
- Titre : Le Bateau de l'exil
- Réalisation : Jocelyne Saab
- Commentaire : Jocelyne Saab
- Production : TF1
- Droits de diffusion : Nessim Ricardou
- Format : couleurs - 1,66:1 - Mono - 16 mm
- Genre : documentaire
- Durée : 12 minutes